# Pachnoda cordata
Pachnoda cordata är en skalbaggsart som beskrevs av Dru Drury 1773. Pachnoda cordata ingår i släktet Pachnoda och familjen Cetoniidae.

## Underarter
Arten delas in i följande underarter:
- P. c. villiersi
- P. c. tigris
- P. c. obsoleta
- P. c. dahomeyana
- P. c. camerounensis
- P. c. obscura

## Bildgalleri

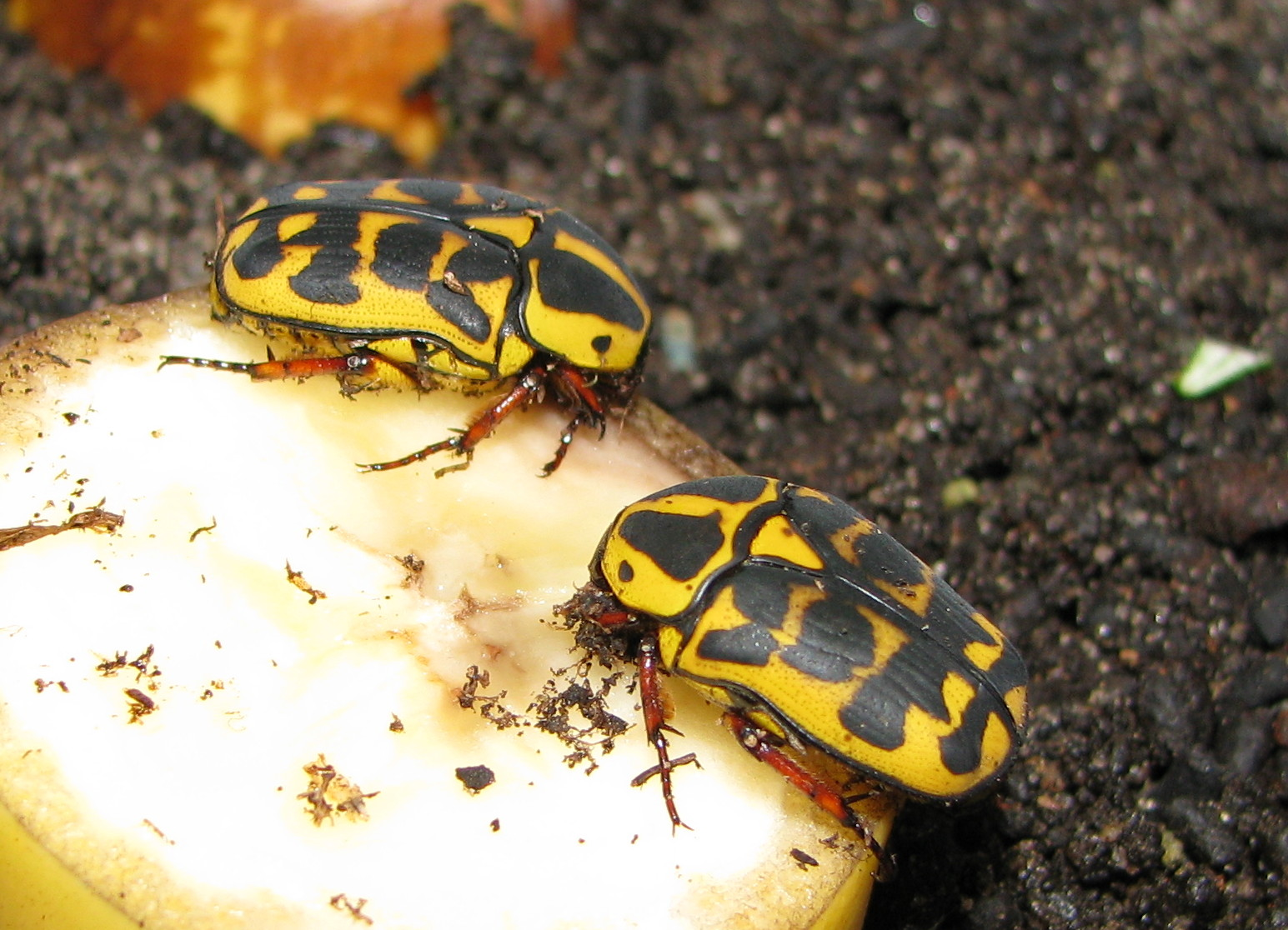
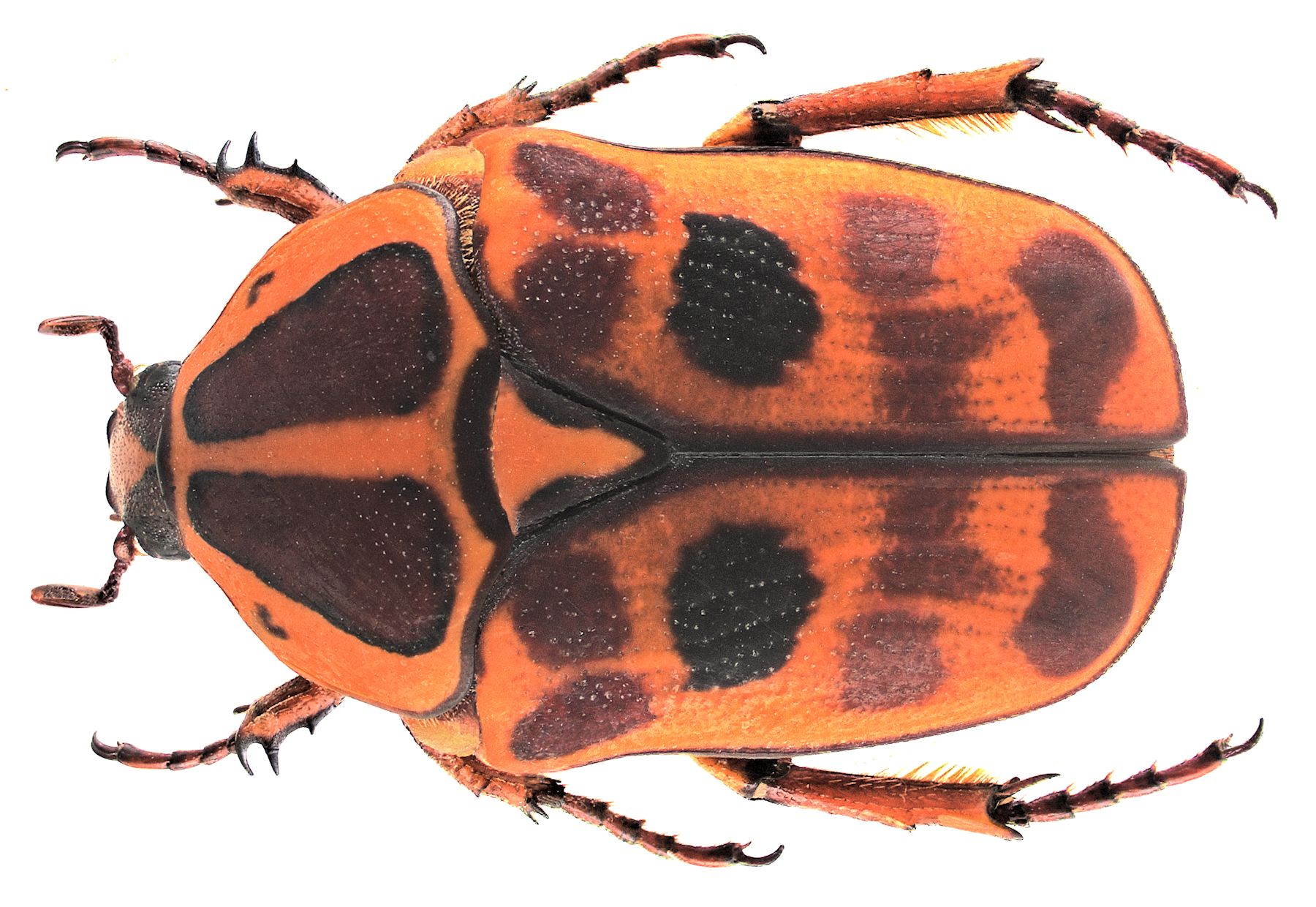
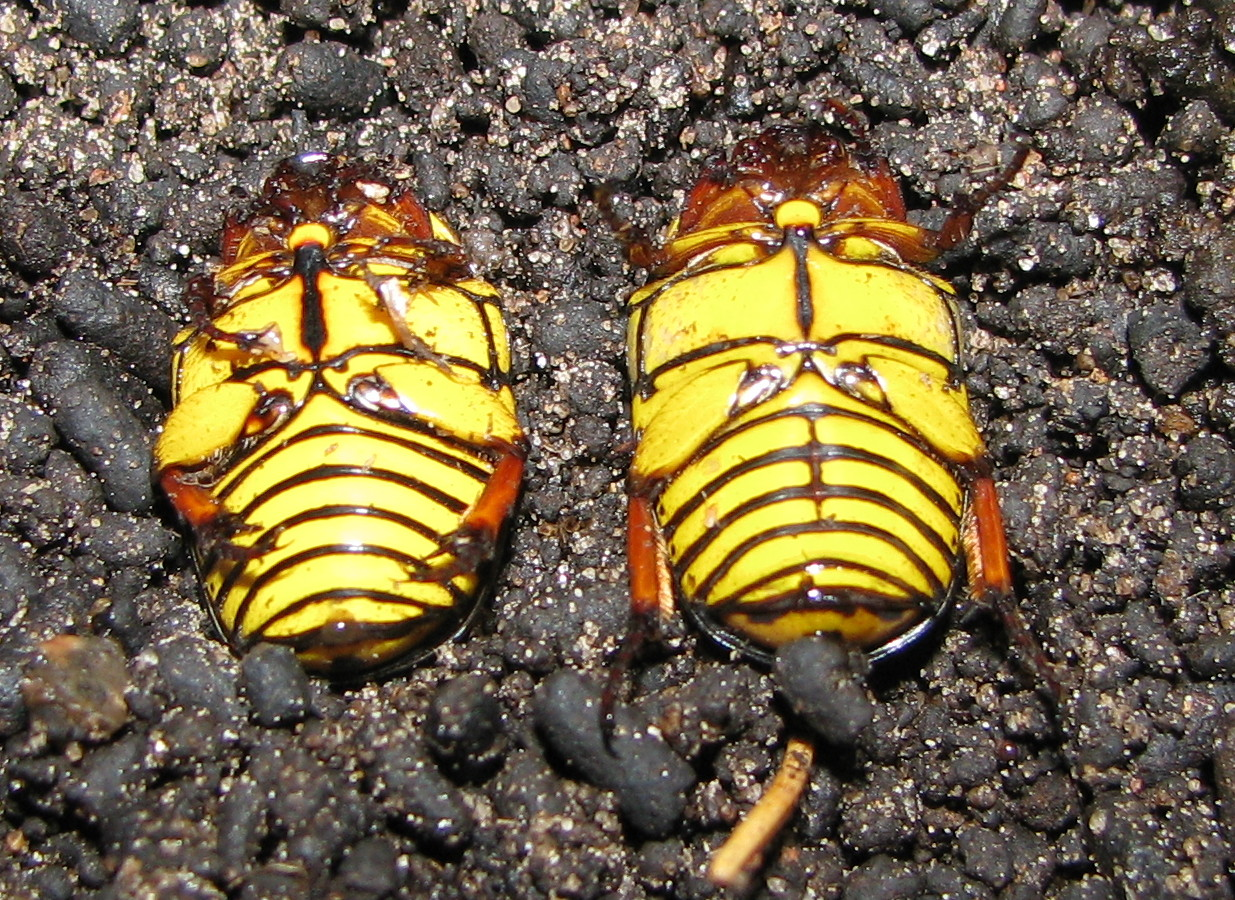
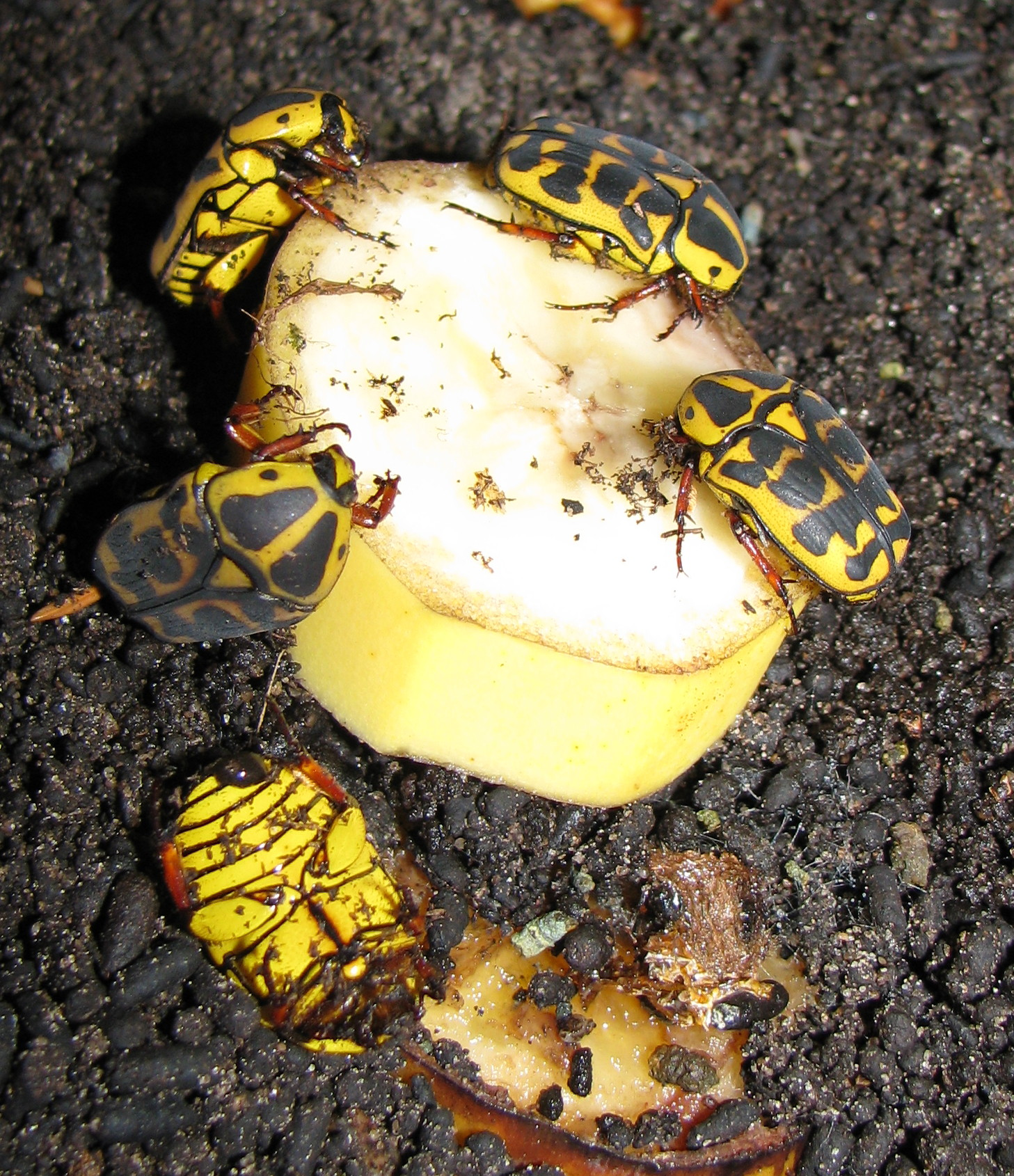